# Wolfgang Schwarz (Widerstandskämpfer)
Wolfgang Schwarz (* 25. August 1926 in Köln; † September 2021 ebenda) war als Jugendlicher mit der Ehrenfelder Gruppe innerhalb der Kölner Edelweißpiraten am Widerstand gegen den Nationalsozialismus beteiligt.

## Leben
Wolfgang Schwarz wurde im Arbeiterviertel Ehrenfeld als Sohn eines jüdischen Vaters und einer evangelischen Mutter geboren. Die Eltern trennten sich 1928. Der Vater emigrierte Mitte der 1930er Jahre in die Niederlande. Von dort wurde er 1940 in das Vernichtungslager Auschwitz deportiert und dort ermordet. Da die Mutter 1935 kurz nach der offiziellen Scheidung verstarb, wuchs Wolfgang mit seinem Bruder Günther – nach einem kurzen Intermezzo bei seinem Vater – bei seinem Großvater mütterlicherseits, Franz Spitzley, auf, dem seine Tochter Gustel den Haushalt führte. Sie war aktive Kommunistin und in ihrer Jugend Mitglied im Kommunistischen Jugendverband Deutschlands; sie saß deshalb nach 1933 mehrere Jahre in Schutzhaft im Konzentrationslager und im Zuchthaus. Auch dies war ein Grund, den Großvater in Köln nicht allein zu lassen. Der Großvater versuchte die Brüder zu schützen; sie wurden von der jüdischen Volksschule auf eine städtische Schule umgemeldet und sogar evangelisch getauft. Schwarz blieb als „Halbjude“ die Aufnahme in die Hitlerjugend verwehrt. Er hatte auch keinen Wunach danach, sondern beteiligte sich lieber, besonders ab 1939/40, an Wanderungen, Treffen und anderen Aktivitäten der „unangepassten“ Jugend im Viertel. Eine der Hauptpersonen der Ehrenfelder Gruppe, Hans Steinbrück, wohnte im selben Mietshaus wie er. Nach Abschluss der Schule war ihm sein Wunschberuf verwehrt. Die als Ersatz angebotene Lehre als Konditor musste er abbrechen. Er blieb ungelernter technischer Arbeiter. Als solcher wurde er 1944 zum „Heimatkraftfahrpark“ (HKP) verpflichtet, um dort Fahrzeuge für die Wehrmacht zu reparieren. Im Herbst 1944 wurde er mit dem Fuhrpark nach Schloss Ehreshoven im Aggertal verlegt. Beim HKP besorgte er Waffen für die Gruppe um Steinbrück. Sein Bruder Günther wurde als Mitglied dieser Gruppe verhaftet und am 10. November 1944 mit zwölf anderen Gruppenangehörigen ohne Gerichtsverfahren öffentlich hingerichtet. Wolfgang Schwarz wurde gewarnt und konnte untertauchen.
Nach dem Krieg konnte Schwarz bei der Deutschen Bahn im Rangierdienst unterkommen. Er lebte weiterhin in Köln. Schwarz stellte sich seit Ende der 1940er Jahre vielfach als Zeitzeuge in der Öffentlichkeit und an Schulen mit Berichten über sein Leben während der NS-Diktatur zur Verfügung. 2008 wurde er deshalb mit der Heine-Büste des „Freundeskreises Heinrich Heine“ ausgezeichnet.
Wolfgang Schwarz verstarb Ende September 2021 im Alter von 95 Jahren.

## Rehabilitierung und Ehrung
Zusammen mit Jean Jülich und Peter Finkelgruen nahm er 1984 an der Ehrung der drei Widerständler Bartholomäus Schink, Jean Jülich und Michael Jovy mit der Verleihung der Medaille Gerechter unter den Völkern in Yad Vashem teil. Die Gruppe hatte in den Trümmern Ehrenfelds Juden versteckt und mit (oft gestohlenen) Lebensmitteln versorgt und damit gerettet. Es hatte lange gedauert, bis die damals jugendlichen Widerständler auch in Deutschland Anerkennung bekamen. Nachdem Jürgen Roters als Regierungspräsident Mitglieder der Kölner Widerstandsgruppen bereits im Juni 2005 öffentlich anerkannt hatte, dauerte es bis April 2011, bis er den fünf noch lebenden Mitgliedern Hans Fricke, Gertrud Koch, Peter Schäfer, Wolfgang Schwarz und Fritz Theilen nun als Kölner Oberbürgermeister das Bundesverdienstkreuz am Bande aushändigen konnte.